# Страхов, Николай Иванович (журналист)
Никола́й Ива́нович Стра́хов (май 1912 — 4 ноября 1976) — советский поэт, журналист, редактор, литератор. В годы войны редактор Пензенской областной газеты «Сталинское знамя», в 1947—1966 годах — редактор газеты «Волжская коммуна» (Куйбышев).

## Биография
Родился в 1912 году в деревне Николаевка (ныне Каменского района Пензенской области) в семье учителя.
Начинал литературную карьеру как поэт, работал редактором районной газеты «Каменский колхозник».
Возглавлял Пензенскую областную газету «Сталинское знамя» (ныне — «Пензенская правда») в годы Великой Отечественной войны. На протяжении всех военных лет газета не закрывалась ни на один день, выходила 6 раз в неделю тиражом 30 тысяч экземпляров. В августе 1941 года произошло слияние газеты с газетой «Молодой ленинец» (которая снова возобновила выход только в 1949 году).
В 1947 году был назначен редактором газеты «Волжская коммуна» (г. Куйбышев) в связи с ротацией кадров, решение о которой было принято в рамках исполнения постановления Центрального Комитета ВКП(б) "О мерах по улучшению областных газет «Молот» (г. Ростов-на-Дону), «Волжская коммуна» (г. Куйбышев) и «Курская правда». ЦК посчитал, что работа в этих газетах «ведется на низком идейном уровне», что эти издания «не являются центрами политической работы в массах».
Во время его редакторства в апреле 1957 года газету наградили орденом Трудового Красного Знамени. Страхов возглавлял куйбышевскую газету до 1962 года.
Затем переехал в Москву, где руководил отделом писем центральной газеты «Правда».
Умер в 1976 году.

## Публикации
Автор публикаций о творчестве К. Я. Горбунова, И. М. Касаткина, а также книг о А. С. Неверове («Александр Неверов: Жизнь, личность, творчество», Куйбышев, 1970), П. И. Замойском («Петр Замойский. Жизнь. Время. Книги», М., 1976).

## Награды
- орден Ленина (04.05.1962)
- орден Трудового Красного Знамени
- медали